# Castelo (Otero de Rey)
Castelo (llamada oficialmente San Salvador de Castelo de Rei) es una parroquia y una aldea española del municipio de Otero de Rey, en la provincia de Lugo, Galicia.

## Otras denominaciones
La parroquia también es conocida por los nombres de El Salvador de Castelo y O Salvador de Castelo.

## Organización territorial
La parroquia está formada por cuatro entidades de población, constando tres de ellas en el nomenclátor del Instituto Nacional de Estadística español:
- Baxiña
- Vieite (Bieite)
- Castelo
- Reboleiras (As Reboleiras)

## Demografía

### Parroquia
| Gráfica de evolución demográfica de Castelo (parroquia) entre 2000 y 2020 |
|                                                                           |
| Datos según el nomenclátor publicado por el INE.                          |

### Aldea
| Gráfica de evolución demográfica de Castelo (aldea) entre 2000 y 2020 |
|                                                                       |
| Datos según el nomenclátor publicado por el INE.                      |